# Maison de verre (Budapest)

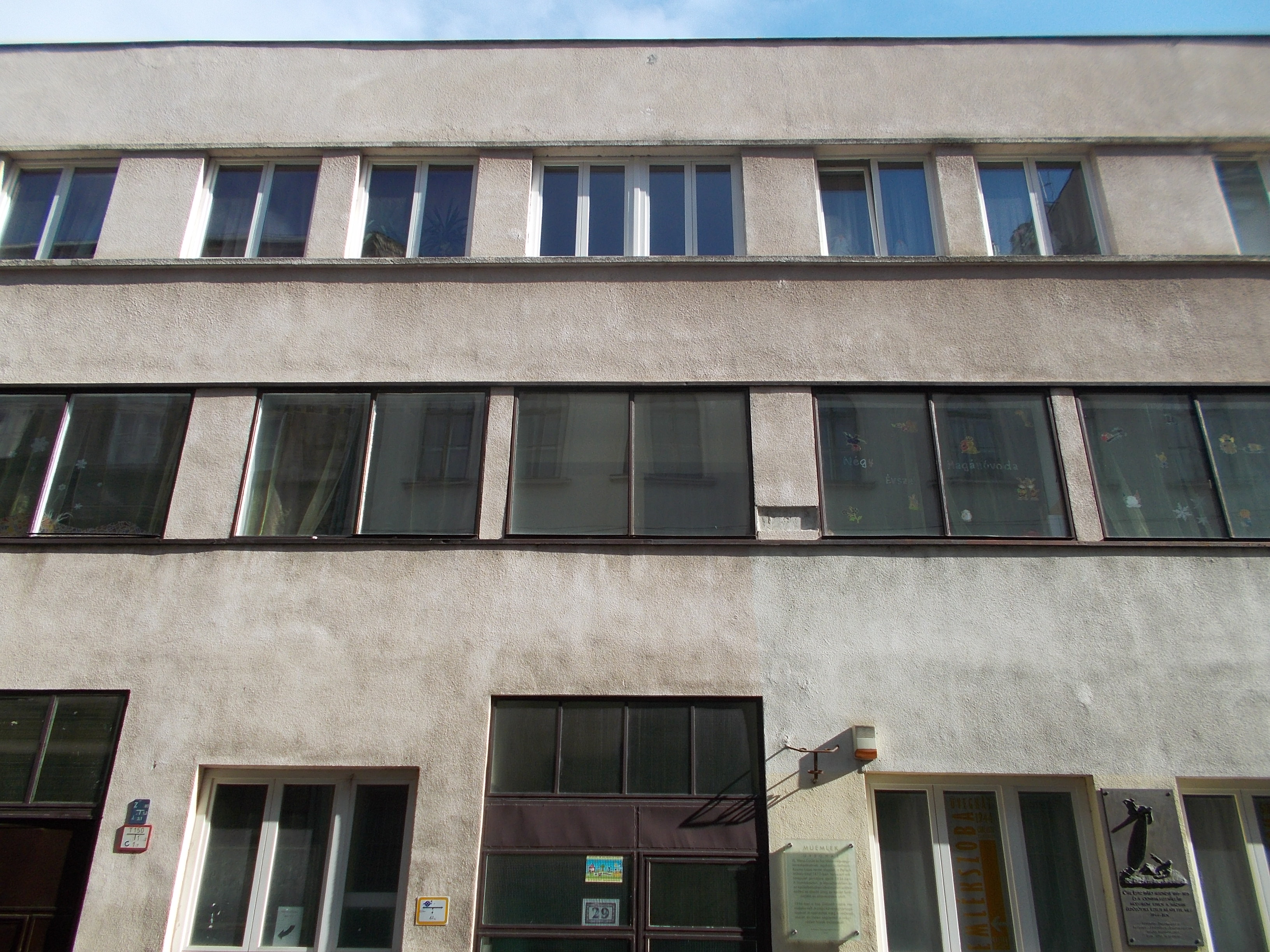
Façade de la Maison de verre à Budapest.

La Maison de verre (en hongrois Üvegház) est un bâtiment situé à Vadász utca 29 à Budapest, en Hongrie. Il est notamment connu pour avoir abrité des Juifs lors de la Seconde Guerre mondiale, sous protection du vice-consul suisse, Carl Lutz.

## Construction

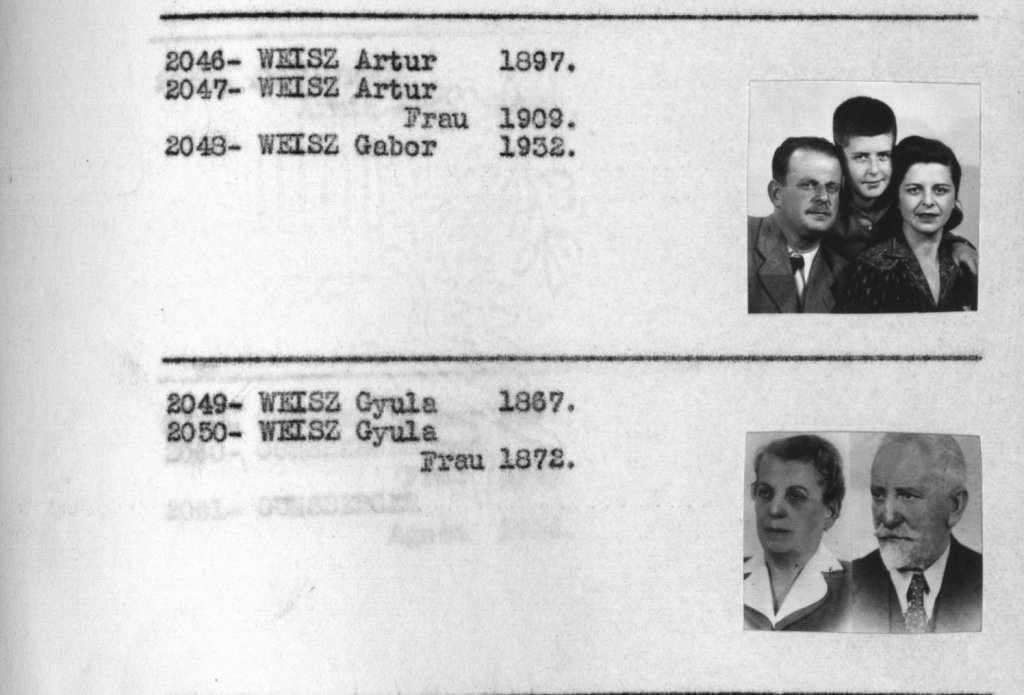
Artur Weisz (photo en haut, première personne sur la gauche, dans le passeport collectif suisse), entrepreneur ayant fait construire la Maison de verre

La bâtiment est construit dans les années 1920 par l'entrepreneur juif Arthur Weisz, grossiste en produits en verre,. L'architecte chargé des plans est Lajos Kozma (hu), considéré comme un des plus en vue de son époque en Hongrie. Bâti dans le style Bauhaus, il est situé dans la Vadász utca (dans le quartier Lipótváros), où les constructions avoisinantes sont dans le style Art déco. Weisz est toutefois dépossédé lors de l'introduction des lois raciales en Hongrie.
La façade extérieure est composée de verre blanc incrusté de petits morceaux de verre coloré.

## Refuge lors de la Seconde Guerre mondiale

### Mise sous protection par Carl Lutz
Des milliers de Juifs hongrois trouvent refuge dans la Maison de verre, placée sous protection de la légation suisse à Budapest le 24 juillet 1944, et bénéficient ainsi d'une extraterritorialité. Carl Lutz, vice-consul de Suisse, y installe la section de l'émigration de la division des intérêts étrangers et permet à Weisz et sa famille d'y habiter de nouveau,. Le refuge est alors géré par Moshe Krausz, responsable de l'Office pour la Palestine de l'Agence juive.
L'ouverture de ce lieu de protection a pour conséquence d'enlever une partie du marché noir des lettres de protection rédigées par la Suisse en faveur des Juifs hongrois, particulièrement dans le parc Saint-Étienne. Une production pratiquement industrielle se développe dans la Maison de verre, sous la conduite d'Alexander Grossman (en), où 60 à 120 secrétaires remplissent les lettres de protection. Le journal hongrois pro-allemand Magyar Szó parle ainsi d'un « centre du marché noir pour l'émigration »,. Même si les faux ne sont pas produits sur place, un marché noir a effectivement lieu dans la Maison de verre.
Un des bâtiments voisins de la Maison de verre appartient à la Fédération hongroise de football (MLZS), du moins jusqu'au 31 décembre 1944. Disposant d'un passage souterrain communicant, les responsables de la Maison de verre peuvent ainsi « loger » plusieurs centaines de jeunes (entre 800 et 1 200 selon les principaux concernés), qui doivent toutefois rester silencieux et limiter leurs déplacements pour maintenir l'illusion d'un bâtiment inhabité.

### Conditions de vie
Le bâtiment fait office de bureau et de lieu d'habitation, où chaque recoin est utilisé. Au rez-de-chaussée se trouve l'accueil des Juifs cherchant une protection, au 1er étage les bureaux permettant de traiter les demandes. Dans la cave, les Juifs orthodoxes s'installent, parmi eux beaucoup de personnes âgées et de familles avec des enfants,. Ceux ayant de la chance dans cette [Quoi ?] ont à disposition une caisse haute de 30 cm et de 1,5 mètre de long, parfois partagée entre plusieurs familles. 
La Maison de verre est dotée d'une cuisine au rez-de-chaussée, dont les stocks (conserves, pois et confitures) sont approvisionnés par la Croix-Rouge. Du café est servi au début des activités, mais est rapidement remplacé par du thé. Le repas quotidien se limite à un ragoût, généralement de légumes. Plus le rationnement progresse, plus les portions sont maigres, voire réparties entre les membres d'une famille en fonction de leur nombre. Selon les souvenirs d'un jeune de 16 ans à l'époque, « personne n'avait pas faim, mais personne n'était affamé ». Pour les enfants, la ration alimentaire se limite à une fine tranche de pain avec une grande portion de pâté de foie.
Le refuge est doté d'une infirmerie et de deux sanitaires, en sus des latrines creusées dans la cour intérieure. Les vêtements sont lavés dans un lavoir installé au 1er étage.